# David Price (amerykański polityk)
David Eugene Price (ur. 17 sierpnia 1940) – amerykański polityk, członek Partii Demokratycznej.
W latach 1987–1995 był przedstawicielem czwartego okręgu wyborczego w stanie Karolina Północna do Izby Reprezentantów Stanów Zjednoczonych. W latach 1997–2023, po trwającej jedną kadencję przerwie, ponownie piastował ten urząd.